# Hyuk (chanteur)
Dans ce nom coréen, le nom de famille, Han, précède le nom personnel.
Han Sang-hyuk  (coréen: 한상혁, né le 5 juillet 1995), souvent crédité Hyuk (coréen: 혁), est un chanteur et acteur sud-coréen. Il est membre du boys band sud-coréen VIXX. Hyuk commence sa carrière d'acteur en 2015 dans le film de comédie-action Seize It to Live, avec le rôle de Won Tae.

## Filmographie

### Film
| Année | Titre            | Rôle    | Notes                 |
| ----- | ---------------- | ------- | --------------------- |
| 2015  | Seize It to Live | Won Tae | En train d'être filmé |

### Dramas
| Année | Chaîne | Titre        | Rôle     | Notes                               |
| ----- | ------ | ------------ | -------- | ----------------------------------- |
| 2014  | SBS    | Glorious Day | Lui-même | Cameo avec Leo de VIXX (Épisode 43) |

### Shows TV
| Année | Chaîne      | Titre                       | Notes                              |
| ----- | ----------- | --------------------------- | ---------------------------------- |
| 2014  | MBC Every 1 | Hitmaker                    | Membre du casting                  |
| 2014  | SBS         | Law of the Jungle in Brazil | Membre du casting (Brazil edition) |
| 2014  | MBC Every 1 | Hitmaker Season 2           | Membre du casting                  |

### Apparition dans des clips
| Année | Clip vidéo         | Artiste(s)                                                |
| ----- | ------------------ | --------------------------------------------------------- |
| 2014  | "Stress Come On"   | Big Byung: N, Hyuk (VIXX), Jackson (GOT7), Sungjae (BTOB) |
| 2015  | "Ojingeo Doenjang" | Big Byung: N, Hyuk (VIXX), Jackson (GOT7), Sungjae (BTOB) |

### Sources
- (en) Cet article est partiellement ou en totalité issu de l’article de Wikipédia en anglais intitulé « Hyuk (singer) » (voir la liste des auteurs).